# Caso Wanninkhof
El caso Wanninkhof es un caso de error judicial que sucedió en Andalucía (España) cuando, en un ambiente de histeria popular creado por los medios de comunicación y en un juicio plagado de irregularidades por parte de las autoridades judiciales y policiales, Dolores Vázquez Mosquera fue declarada culpable por un jurado popular de la muerte de Rocío Wanninkhof Hornos, nacida el 9 de noviembre de 1979, quien había sido asesinada el 9 de octubre de 1999 cerca de Mijas, provincia de Málaga a la edad de 19 años. Unos años después, el 14 de agosto de 2003, el caso dio un vuelco al resolverse otro asesinato posterior cometido en la misma región, el de la joven Sonia Carabantes Guzmán, nacida el 15 de mayo de 1986, al descubrirse que el ADN de su asesino coincidía con el ADN encontrado en pruebas del caso Wanninkhof.
Es uno de los ejemplos de la denominada "pena de telediario", es decir, la acusación ante la opinión pública de una persona con base en lo expuesto en los medios de comunicación sin disponer de pruebas concluyentes y sin respetar la presunción de inocencia.

## Desaparición
La tarde del 9 de octubre de 1999 Rocío Wanninkhof, de 19 años, visitó a su novio, Antonio José Jurado, en su domicilio en La Cala de Mijas y hacia las 21:30 salió sola camino de su propia casa que distaba unos 500 m con intención de ducharse y volver a ver a su novio en la feria de Fuengirola. Tras este hecho desaparece y se le pierde la pista.
En las declaraciones a la Guardia Civil hubo discrepancia en lo que respecta a la vestimenta que llevaba ese día ya que la madre, Alicia Hornos, y la hermana, Rosa, declararon que vestía una camiseta blanca con logotipo “Nike” y un pantalón morado elástico, mientras que el novio declaró que no llevaba tal camiseta y que nunca la había visto con tal prenda.
Un hombre declaró haberla visto camino de su casa, pero la policía no le preguntó por la vestimenta. 
A la mañana siguiente, Alicia Hornos, su madre, se extrañó por la ausencia de su hija y envió a su otra hija, Rosa, a la casa de Antonio José Jurado para que preguntara por ella. A su regreso, Rosa le dice que no se preocupe ya que, aunque Antonio José no fue a la feria porque se quedó dormido, le ha dicho que la vieron en la feria, y era posible que se hubiera quedado a dormir en casa de alguna amiga. Pero nadie comprobó si realmente la habían visto sus amigas o si se había quedado a dormir con alguna.
Con el paso de las horas, Alicia Hornos, intranquila por falta de noticias de su hija, con el fin de despejarse, sale a dar un paseo junto con su compañero sentimental Juan Cerrillo. Alicia comentó a Juan que le iba a enseñar unas ruinas que existían adentrándose en un descampado, percatándose ella, a escasos metros, de la existencia de unas zapatillas de deporte que identificó como pertenecientes a su hija, de un pañuelo, y de manchas de sangre en el suelo. 
Inmediatamente lo pone en conocimiento de la Guardia Civil la cual procede al acotamiento de la zona y se confirma que tanto las zapatillas como los restos de sangre existentes en el suelo y el pañuelo, corresponden a Rocío Wanninkhof.
La investigación afirma en el acto del juicio que las gotas de sangre se inician en la misma calzada a una distancia de 1,10 metros de la acera, formando un reguero que continúa hacia el descampado hasta una zona donde existe un gran charco de sangre donde se desangró. En dicho lugar había huellas de un vehículo, que por las características de las mismas, podrían corresponder a un modelo pequeño, cuyos neumáticos ya no estaban disponibles en el mercado, estimándose que debían tener una antigüedad de unos 6 años. En dicho vehículo fue muy probablemente donde se trasladó el cuerpo pues las huellas dejadas estaban superpuestas a los restos de sangre y a las dejadas por el arrastramiento del cadáver que en un primer momento se realizó para ocultarlo.
La investigación sitúa los hechos a las 22:00 del día 9 de octubre de 1999 coincidiendo con la declaración en juicio de un taxista que manifestó que ese día regresaba de dejar a unos clientes en Fuengirola, y al llegar a la altura en donde aparecieron los restos de sangre y zapatillas, esquivó a un vehículo todo-terreno que se encontraba parado encima de la acera (contraria al sentido de dicho vehículo) con las luces puestas, y que al cruzarse con él, pudo oír un enorme "chillido o grito" que le hizo asustarse hasta el punto de subir rápidamente los cristales de las ventanas de su vehículo. A los tres o cuatro días de enterarse de lo que allí había sucedido, acudió a la Guardia Civil para manifestar lo que él había visto y oído. Este dato es importante porque sitúa la agresión a Rocío a las 22:00 de dicho día, pues según su declaración se fijó en el reloj de su vehículo y marcaba exactamente dicha hora.
El 17 de octubre de 1999 se organiza en la Cala de Mijas una búsqueda dirigida por la Guardia Civil.
Tras más de tres semanas de búsqueda infructuosa, el día 2 de noviembre apareció el cadáver de Rocío, totalmente desnudo, en unos terrenos ubicados entre Marbella y San Pedro de Alcántara, pertenecientes al complejo donde se encuentra el restaurante denominado "El Rodeito". Más tarde se determinó que había sido apuñalada repetidamente. El cadáver estaba en muy mal estado, probablemente por haber sido rociado con líquido inflamable y quemado, por lo que no pudo determinarse si había sido violada.
A poca distancia del cuerpo se encontraron dos bolsas de basura tipo "industrial o comunitaria" de color negro, conteniendo, entre otros objetos personales, dos camisetas, de las cuales una de ellas era de color blanco con el anagrama "Nike", pero no se encontró en dichas bolsas ninguna vestimenta correspondiente a la parte inferior ni tampoco de su ropa interior. No existe duda en cuanto a que dichas prendas eran las que llevaban Rocío cuando la mataron, ya que constan en ellas los desgarros ocasionados por las puñaladas. Según declaración de los investigadores en el acto del juicio, en una de las bolsas que aparecieron junto al cadáver, constaba escrito en grandes caracteres el número 8. Según los investigadores, estas bolsas fueron unidas entre sí con cinta adhesiva en forma de sudario. Apareció, asimismo, una pegatina de las repartidas por el párroco Sr. Tejero en la búsqueda organizada del 17 de octubre de 1999. Esto hizo sospechar que quizá el asesino o algún cómplice fueran del círculo de Rocío o de su familia.
El lugar donde fue hallado el cadáver necesariamente debía ser bien conocido por la persona que allí lo depositó, ya que el acceso al mismo parte de un camino existente que se inicia perpendicularmente a la carretera, inapreciable para los conductores que no conozcan su situación.
El propietario del citado restaurante "El Rodeito" manifestó que viendo en la televisión la noticia de la aparición del cadáver de Rocío, reconoció a una persona, y que esta, junto con otra, muy poco tiempo atrás, habían mantenido contactos para arrendarle el negocio. Este dato lo puso en conocimiento de los investigadores, así como el nombre y teléfono de la persona a la que reconoció en la TV, quienes resultaron ser familiares de Rocío. Esto también parecía indicar que el culpable podría estar entre el círculo familiar de Rocío ya que conocían bien esa zona donde fue depositado el cadáver.

## Investigación
Durante los primeros días tras la aparición del cadáver, la Guardia Civil facilita a los medios de comunicación tres informes diferentes y contradictorios sobre las condiciones en que fue encontrado el cadáver.
Interrogan inicialmente como principal sospechoso al novio de Rocío, Antonio José Jurado, por entonces menor de edad. El hecho de haberse quedado dormido en su casa en lugar de haber acudido a la feria de Fuengirola como había acordado, la contradicción respecto a la ropa que vestía Rocío, la circunstancia de la poca altura desde su dormitorio a la calle, etc., le puso en situación muy sospechosa. Durante los interrogatorios negó contundentemente los hechos y afirmó, asimismo, no tener carné de conducir, extremo este que se comprobó pero, paradójicamente se supo que conducía habitualmente. Fue puesto en libertad sin cargos. 20 años después declaró en televisión que sufrió maltrato en comisaría por parte de la Guardia Civil, que no entendía lo que le decían, que recibió insulos como "perro jud**" o "niñato de mierda", que le tiraron de las orejas y chocaron su cabeza contra una mesa, por lo que estuvo a punto de inculparse de la muerte de su novia.
Otra persona sospechosa y sometida a vigilancia fue a María Dolores Vázquez Mosquera, nacida en Betanzos (provincia de La Coruña), profesional de la hostelería, vecina de la Cala de Mijas, aunque criada en el Reino Unido, y expareja de Alicia Hornos, la madre de Rocío. La Guardia Civil le intervino su línea telefónica e incluso introdujo en su círculo social una agente femenina, quizá psicóloga, quien posteriormente declararía que Dolores "era fría, calculadora y agresiva".
La Guardia Civil fue reduciendo la lista de sospechosos hasta centrarse en Dolores Vázquez. La propia Alicia Hornos estaba convencida de la culpabilidad de Dolores Vázquez y fue una de las principales instigadoras de la acusación. 
Ante la publicidad y alarma social suscitadas por el caso, la Guardia Civil aceleraba sus pesquisas y finalmente la detuvo como sospechosa, por lo que pasó a prisión preventiva.
Durante varios días, se la sometió a largos interrogatorios sin que en ningún momento se "derrumbase". Dolores Vázquez negó una y otra vez haber tenido parte en los hechos declarando que el 9 de octubre de 1999 estaba al cuidado de su madre y de una hija de su sobrina, de dos años y medio. Manifiesta, asimismo, que esa noche realizó algunas llamadas telefónicas desde su domicilio que se podrán acreditar mediante los correspondientes recibos. El juez declaró que la acusada mantenía una actitud manifiestamente amable diciendo que, cuando se la invitó a realizar un descanso, ella dijo que no era necesario y que, tras un vaso de agua, estaba presta para continuar.
En una rueda de prensa el fiscal y la Guardia Civil declararon que dos fibras correspondientes a la ropa deportiva que Dolores Vázquez vestía habitualmente, habían sido cotejadas con fibras encontradas en el cadáver de Rocío y se correspondían casi en su totalidad. La prueba se había realizado con microscopio por el Instituto de Toxicología. La fiscalía se opuso a la libertad de la acusada aseverando la certeza de la prueba. El juez instructor de Fuengirola D. Román Martín, deniega la libertad provisional solicitada por el abogado defensor de la detenida, Pedro Apalategui.
A partir de ese momento, la opinión pública, alimentada por la prensa y televisión sensacionalistas, ya condenaba a Dolores Vázquez como culpable del asesinato.
Las cadenas de televisión grabaron a los asistentes al entierro de Rocío el 21 de noviembre y un fotograma de Dolores Vázquez en que ésta parece mirar con intenso odio a la madre Alicia Hornos fue destacado y comentado en un programa de Telecinco tras su detención. Ese fotograma, difundido en casi todos los medios, sirvió para provocar un convencimiento general de la culpabilidad de Dolores Vázquez.
Desde el Laboratorio de Investigación Criminalista de la Guardia Civil, se solicitan las fibras para realizar un nuevo análisis ya que, con el efectuado por el Instituto de Toxicología, no hay garantías de fiabilidad. El análisis de ADN definitivo, concluye que las prendas intervenidas no guardan similitud con las encontradas en el cadáver de Rocío Wanninkhof.
El abogado de Dolores Vázquez, Pedro Apalategui, ante la evidencia de todos estos extremos, vuelve a solicitar su libertad provisional pero el Juez Instructor deniega nuevamente la petición.

## Juicio
El juicio se hizo con un jurado popular y la fiscalía se concentró en descalificar la persona de Dolores Vázquez sin aportar pruebas concluyentes que la inculparan. Se centró en la relación que la acusada había mantenido en el pasado con la madre de Rocío y en la relación "maternal" que la acusada había tenido hacia Rocío. El juez no intervino para frenar este irregular curso del procedimiento. 

### Testimonios
Testificó la Guardia Civil para declarar que ninguna de las huellas dactilares encontradas en las bolsas de plástico se correspondía con las de Dolores Vázquez. La defensa solicitó el cotejo con las huellas encontradas en los objetos que contenían las bolsas pero el juez negó la prueba. 
También declararon que las fibras encontradas en el cadáver de Rocío no coincidían con fibras de la ropa de la acusada y que la pegatina de los grupos de búsqueda que había aparecido en los alrededores del cadáver no había sido utilizada ya que no estaba despegada del papel protector. 
Declararon que el día del crimen Dolores Vázquez no utilizó su coche ni alquiló otro. Por otra parte, el modelo del coche de marca Toyota de la acusada era de tipo deportivo de rueda ancha y no aparecieron ese tipo de huellas ni en lugar de la agresión ni en el de la aparición del cadáver. Es destacable que los neumáticos del vehículo utilizado en el crimen eran muy antiguos y ya no se encontraban disponibles en el mercado, a pesar de lo cual los investigadores barajaron la hipótesis de que Dolores Vázquez hubiera podido alquilar el vehículo para trasladar el cadáver, pese a que las compañías de alquiler de coches renuevan la flota con mucha frecuencia
El fiscal del caso, el sr. Montijano, manifestó que María Dolores, "vive en una zona en donde residen muchos extranjeros y éstos tienen costumbre de dejar las llaves puestas, por lo que pudo coger cualquier coche que su dueño hubiera dejado en tales condiciones".
Begoña Martínez, sobrina de la acusada, declaró que el 9 de octubre de 1999, junto a su marido e hija de dos años y medio se trasladaron desde su domicilio habitual en Granada, hasta el chalet de su tía Dolores en Mijas, a donde llegaron sobre el mediodía. Almorzaron y, alrededor de las nueve de la noche, se trasladaron a Málaga para cenar en casa de unos amigos, dejando a Dolores Vázquez en la vivienda al cuidado de la niña y de su madre.
María del Mar Torres, amiga de la sobrina de la acusada, confirmó que el 9 de octubre de 1999, esta fue con su marido a cenar a su casa, dejando a su hija a cargo de su tía Dolores Vázquez. 
La acusada, Dolores Vázquez, declaró que solo se ausentó de su casa el tiempo de cruzar al restaurante Oasis (a 7 metros desde su domicilio) para comprar tabaco, y tirar la basura. El resto de la noche no se movió de casa. Se acredita con documentos de Telefónica que estuvo hablando por teléfono desde las 22.34 hasta las 23.10 y, posteriormente, de nuevo, a las 23.17 durante dos minutos.
Rosa María Díaz, compañera de trabajo de Dolores Vázquez, declaró que esta le telefoneó para decirle que no podía ir a visitarla por motivo de estar al cuidado de su madre y su sobrina. Describe a la acusada como persona "buenísima, generosa, a la que le encantan los niños y que atiende con dedicación a los mayores entregándose a las personas que la necesitan", añadiendo que "jamás he presenciado una sola escena de violencia suya, sino un comportamiento exquisito". 
Una empleada ucraniana que había trabajado en el domicilio de Dolores Vázquez declaró que esta agredió con un cuchillo un cartel de Rocío el 2 de noviembre de 1999, día del descubrimiento del cadáver. Dolores Vázquez argumentó que la empleada no hablaba español y por eso había usado el gesto de apuñalar la fotografía para que entendiera que la joven había muerto apuñalada.
Marisa Sevillano, "la Bruja", declaró que la acusada había acudido a su consulta de vidente y le había contado ciertos planes de venganza contra Rocío. 
Una psicóloga de la Guardia Civil presentó un informe en que describió a la acusada como persona "muy autoritaria, capaz de tener una explosión descontrolada de genio por un pequeño desencadenante como si un té está frío o caliente", "es un tipo de persona muy manipuladora, y que para la obtención de ganancias muestra una máscara de dulzura". Según esta psicóloga, el asesinato de Rocío podría considerarse un caso de "violencia doméstica", aunque añadió: "los homosexuales, y sobre todo los homosexuales reprimidos, manifiestan conductas de violencia más desmedidas". Para hacer su informe, la psicóloga se basó en las declaraciones de conocidos de la acusada y en conversaciones con ella antes de la detención, no en exámenes psicológicos. Afirmó que era "agresiva, violenta", que no controlaba su genio, algo probado por unas supuestas agresiones "físicas y verbales" que la acusada había cometido, aunque Dolores Vázquez no tenía ningún antecedente judicial. Según declaró esta psicóloga, capitana de la Guardia civil, "los homosexuales reprimidos suelen tener conductas reprimidas".
Encarnación Lozano, empleada del restaurante Oasis declaró, al año de transcurridos los eventos, que María Dolores Vázquez se acercó a la ventana de la cocina a las 23:30 del 9 de octubre de 1999 para comprar tabaco, con signos de estar nerviosa, al tiempo que decía que venía de correr.
El propietario del restaurante Oasis declaró que Dolores Vázquez nunca se ausentaría de su domicilio sin tener a una persona al cuidado de su madre. Asimismo manifestó que la última vez que Dolores limpió la fosa séptica de su casa fue aproximadamente un año antes de ocurrir los hechos y que lo hizo porque un vecino se lo pidió. Posteriormente nunca se volvió a limpiar, pues si lo hubiera hecho, se habría dado cuenta, no solo por el olor que se desprende al realizar esta operación, sino también porque hubiera visto el camión de la empresa que lo hace, ya que es un camión que ocupa la mitad de la estrecha calle.
Antonio José Jurado, novio de Rocío declaró que Rocío salió de su casa a las 21:30 vestida con un body de color burdeos con tirantes y pantalón vaquero. Otra testigo ocular declaró que, efectivamente, Rocío iba así vestida cuando la vio dirigirse por el camino de “La Cortijera”. 
El abogado defensor de Dolores Vázquez, Pedro Apalategui, insistió al novio en el tema de la camiseta blanca con el logotipo “Nike” y este aseguró que jamás vio a Rocío vestir esa prenda. 
La madre del novio de Rocío declaró que sobre la camiseta llevaba una rebeca gris marengo con cremallera, porque recordaba que ella misma se la subió. 
La madre de Rocío y la hermana, Rosa, declararon que a las 17:30 de esa misma tarde, salió vestida con una camiseta blanca con el logotipo “Nike” y unos pantalones morados de tipo elástico. Ambas declararon que fue la última vez que la vieron con vida y que no había subido de nuevo a su casa. Alicia Hornos, madre de Rocío, dijo que su hija no podía llevar esa chaqueta ya que se encontraba en su domicilio. 
Los forenses manifestaron que Rocío murió desangrada en el lugar donde fue asaltada, que aproximadamente pudo permanecer en dicho lugar de 4 a 6 horas y que, posteriormente, el cadáver fue trasladado a alguna casa en donde se le desnudó y se prepararon las bolsas que aparecieron junto al mismo. Según los cinco forenses es inusual que en tan poco período se produzca en un cadáver tan avanzado estado de descomposición - casi esqueletizado -, pero que existían casos, aunque muy pocos, constatados en la práctica forense.

### Conclusiones del Ministerio Fiscal
Según las conclusiones del fiscal basadas en la investigación de la Guardia Civil, Dolores Vázquez, que se encontraba haciendo deporte por la zona de “La Cortijera”, alrededor de las 10 de la noche, se encontró inesperadamente con Rocío. Discutieron y, con un estilete o punzón que portaba, la asesinó arrastrando su cadáver hasta unos matorrales para esconderlo. De camino a su casa se detuvo a comprar tabaco en el restaurante Oasis en la urbanización "El Chaparral" y entró en su domicilio, que está justo enfrente. Posteriormente, cogiendo el coche de "cualquier extranjero" o auxiliada por otras personas involucradas, volvió al lugar de los hechos sobre las 2 de la madrugada para recoger el cadáver, introducirlo en el coche, y llevarlo hasta su domicilio desde donde, tras varios días, realizó su posterior traslado.

### Sentencia
El jurado popular en su veredicto se limitó a repetir literalmente las conclusiones del fiscal y en septiembre de 2001 declaró a la acusada culpable del asesinato. Tras este veredicto, el juez de la Audiencia Provincial de Málaga, Fernando González Zubieta, el 25 de septiembre de 2001, condenó a María Dolores Vázquez a 15 años y un día de prisión y a una indemnización de 18 millones de pesetas. 
Pero el caso no se cerró ahí, sino que el abogado defensor de Dolores Vázquez, Pedro Apalategui, presentó recurso contra la sentencia ante el Tribunal Superior de Justicia de Andalucía que revisó la sentencia y ordenó a la Audiencia celebrar un segundo juicio a la vista de la falta de motivación detectada en el veredicto del Jurado. Se consideró que la gran repercusión que el crimen había tenido en los medios de comunicación y la marea de opinión pública contra Dolores Vázquez tuvieron quizás más influencia de la debida en un jurado popular formado por ciudadanos legos en Derecho, por ello, el Tribunal Superior de Justicia de Andalucía anuló la sentencia por la existencia de "insuficiente motivación" para condenar a la sospechosa, al día siguiente de dicha anulación, Dolores Vázquez fue puesta en libertad tras haber vivido 17 meses en prisión. La celebración del segundo juicio se estableció con fecha en octubre de 2003, sin embargo, el caso sufrió un vuelco completo al encontrar el mismo perfil biológico de ADN de la escena del crimen de Rocío en un nuevo caso, esta vez el de Sonia Carabantes. La colilla que recogieron a 2,5 metros de la mancha de sangre en la explanada donde se secuestró a Rocío coincidía con el ADN encontrado en las uñas de Sonia, ambos pertenecían a un ciudadano inglés llamado Tony Alexander King, quien fue detenido y confesó ambos asesinatos. Sin embargo, a pesar de haberse demostrado su inocencia, Dolores Vázquez no ha recibido ninguna indemnización por el error judicial sufrido.

## Caso Sonia Carabantes
En la madrugada del 14 de agosto de 2003 desapareció en la localidad malagueña de Coín -muy cerca de Mijas- la joven de 17 años Sonia Carabantes y un mes más tarde, en el curso de sus investigaciones, la Guardia Civil descubrió que el ADN del presunto asesino de Sonia coincidía con los restos biológicos hallados en una colilla recogida en el lugar donde había aparecido el cadáver de Rocío Wanninkhof cuatro años antes.
El segundo juicio de Dolores Vázquez había sido señalado para el otoño de 2003 pero fue suspendido a la vista de la nueva información. A mediados de agosto de 2003, la juez de instrucción número 6 de Fuengirola, María Jesús del Río, decidió el sobreseimiento provisional del sumario, rechazando la petición de la acusación particular (Alicia Hornos). Finalmente, tras 17 meses de cárcel, Dolores Vázquez fue puesta en libertad.

## Tony Alexander King
Tony Alexander King, un británico residente en la zona, fue denunciado por su exmujer como sospechoso de los crímenes y el 21 de septiembre de 2004 reconoció ante el juez, además de los crímenes de las jóvenes de Coín y Mijas, haber cometido al menos tres agresiones sexuales en Málaga. En su comparecencia ante el juez, dijo que la muerte de Sonia Carabantes se produjo "por accidente" y sobre el crimen de Rocío Wanninkhof dio detalles concretos. También se sospechó de él en la desaparición de María Teresa Fernández, la joven motrileña de 18 años, cuyo rastro se perdió mientras Motril se encontraba en fiestas el 18 de agosto de 2000.
Posteriores investigaciones policiales descubrieron que tenía historial delictivo en el Reino Unido donde su nombre original era Tony Alexander Bromwich. En 1986, cuando apenas contaba 19 años de edad, fue condenado a 10 años de cárcel por una serie de agresiones sexuales en Londres. Tras salir en libertad en 1991, volvió a ser condenado por robar a una mujer a punta de pistola. Salió de la cárcel en 1996 y cambió su nombre legal a Tony Alexander King. En 1997 se mudó con su mujer, Cecilia, al sur de España. En 1999 se separó de su mujer, el mismo año en que asesinó a Rocío Wanninkhof. En 2003 asesinó a Sonia Carabantes y en 2005 fue condenado a 36 años de cárcel por la muerte de Sonia Carabantes y a otros siete por un intento de violación en Benalmádena en 2001. En diciembre de 2006 fue condenado a 19 años de cárcel y 294.000 euros de indemnización por la muerte de Rocío Wanninkhof.
En diciembre del año 2006 un jurado popular compuesto por 9 jurados declaró por unanimidad que Tony King era culpable del asesinato de Rocío Wanninkhof pero lo exoneró de la acusación de agresión sexual que no pudo ser probada dado el mal estado del cadáver de la víctima cuando fue encontrado. No obstante el jurado declaró por siete votos a favor y dos en contra que King no actuó solo y que tuvo que tener ayuda de cómplices.

## Series de televisión
En 2008, Televisión Española estrenó la serie de dos episodios titulada El caso Wanninkhof, dirigida por Fernando Cámara y Pedro Costa, con guion de este último (también productor de la serie) y de Juan Cavestany y Antonio Ojeda, música de Javier Cámara y fotografía de Julio Madruga. El reparto estuvo formado por Luisa Martín, Juanjo Puigcorbé, Belén Constenla, Valentina Burgueño, Manuel Navarro, Frank Feys, Carla Nieto y Victoria Mora.
En junio de 2021, la plataforma Netflix estrenó el documental El caso Wanninkhof-Carabantes y en octubre de ese mismo año, HBO Max hacía lo propio con la serie documental de seis episodios Dolores: La verdad sobre el Caso Wanninkhof, emitida posteriormente en la televisión convencional a través del canal español Telecinco.